# Karups sommarby
Karups sommarby is een plaats in de gemeente Sjöbo in Skåne, de zuidelijkste provincie van Zweden. De plaats heeft 316 inwoners (2005) en een oppervlakte van 77 hectare.